# Owl Ranch (Texas)
Owl Ranch es un lugar designado por el censo ubicado en el condado de Jim Wells en el estado estadounidense de Texas. En el Censo de 2010 tenía una población de 225 habitantes y una densidad poblacional de 117,08 personas por km².

## Geografía
Owl Ranch se encuentra ubicado en las coordenadas 27°53′34″N 98°5′36″O / 27.89278, -98.09333. Según la Oficina del Censo de los Estados Unidos, Owl Ranch tiene una superficie total de 1.92 km², de la cual 1.92 km² corresponden a tierra firme y (0%) 0 km² es agua.

## Demografía
Según el censo de 2010, había 225 personas residiendo en Owl Ranch. La densidad de población era de 117,08 hab./km². De los 225 habitantes, Owl Ranch estaba compuesto por el 80.89% blancos, el 0% eran afroamericanos, el 7.11% eran amerindios, el 0% eran asiáticos, el 0% eran isleños del Pacífico, el 11.56% eran de otras razas y el 0.44% pertenecían a dos o más razas. Del total de la población el 97.78% eran hispanos o latinos de cualquier raza.